# William Shakespeare
William Shakespeare (IPA: [ˈwɪljəm ˈʃeɪkspɪə], Stratford-upon-Avon, 1564. április 26. (keresztelő) – Stratford-upon-Avon, 1616. április 23.) angol drámaíró, költő, színész.
Az angol nyelvű drámaírás és az európai irodalom egyik legnagyobb alakja, világirodalmi öröksége és hatása a világ minden táján fellelhető. Angliában mint a nemzet dalnokát tisztelik („Bard of Avon”, vagy egyszerűen „The Bard”, vagy „az avoni hattyú”). Püthagorasz szerint a költők lelke haláluk után hattyútestbe költözik, talán ezért nevezte Benjamin Jonson drámaíró a kortársát „Avon édes hattyújának”. Műveit az élő nyelvek majd mindegyikére lefordították, és színműveit folyamatosan játsszák a világ színpadain. Shakespeare azon kevés drámaírók közé tartozik, akik mind a komédia, mind a tragédia műfajában számos maradandó művet alkottak. Költőként a szonett műfajában alkotott különösen jelentőset, és két elbeszélő költeménye közül a Venus és Adonis a 17. században az angol irodalom legsikeresebb alkotásai közé tartozott.

## Nevének írásmódja
Shakespeare korában az angol helyesírás általában, és különösen a családnevek írása még meglehetősen változatos volt. Az író apja, John, Stratford-upon-Avon iratai szerint, tizenhat különböző módon írta le a nevét, és általában a Shaxpeare változatot használta. William Shakespeare maga is hol Shakspere-nek, hol Shakspeare-nek, hol pedig Shakespeare-nek írta a nevét, de jogi iratokon a Shaxper, Shakp és Shaks rövidítéseket is használta. A név különben gyakorinak számított, Shakespeare idejében csak Warwickshire grófságban huszonnégy településen éltek ilyen nevű emberek, és közülük hármat Williamnek hívtak.

## Születése
William Shakespeare életére vonatkozóan a hiteles történeti források eléggé szórványosak. Születésének pontos dátuma ismeretlen. Mivel az újszülötteket legfeljebb pár nappal születésük után keresztelték (Shakespeare esetében 1564. április 26-án), feltételezik, hogy 1564. április 23-án született, a Julián naptárt véve figyelembe. 1616. április 23-án bekövetkezett halálának dátuma megegyezik Anglia védőszentje, Szent György ünnepének dátumával; ennek eredményeképpen a megegyező dátumok erősen megnövelték Shakespeare mítoszát. Az író életében Angliában a Julián naptárt használták. A Gergely-naptár – amelyet a katolikus országok 1582-ben vettek át – Shakespeare halálát május 3-ára teszi.

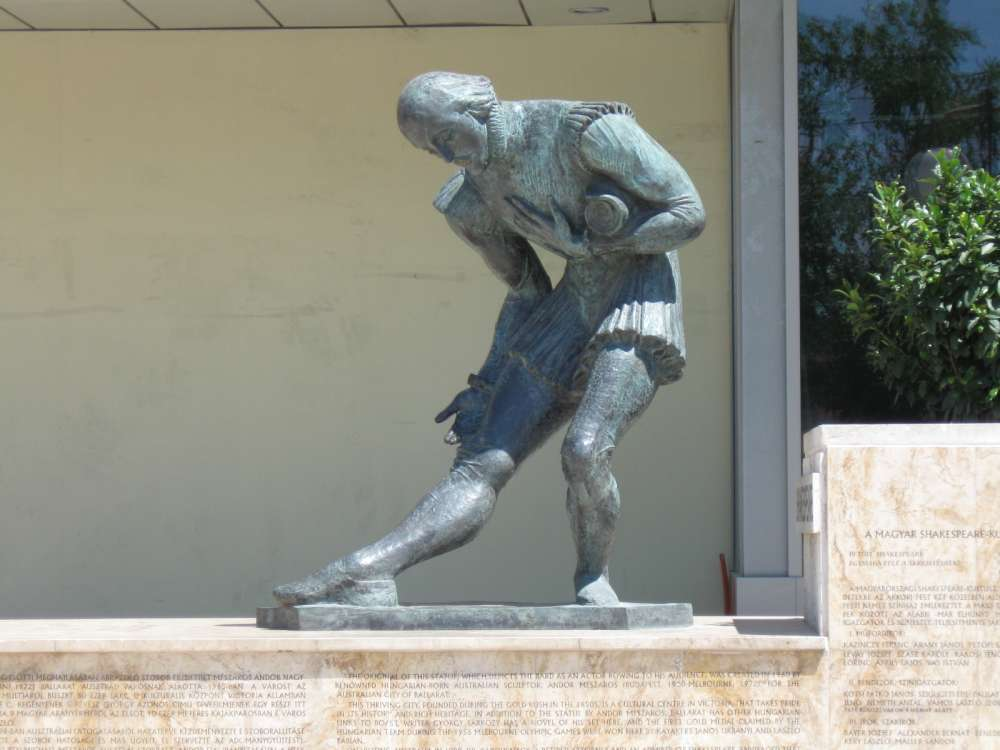
Shakespeare szobra, amely színészként ábrázolja (Budapest V. kerülete, Dunakorzó, Vigadó tér)

Shakespeare a Stratford-upon-Avon nevű városkában (Warwickshire, Anglia) látott napvilágot, egy jómódú kereskedő, John Shakespeare és egy kisbirtokos leánya, Mary Arden gyermekeként. A családban ő volt a harmadik, és egyúttal a legidősebb életben maradt fiú. Minden bizonnyal a helyi iskola tanulója volt, ahol a korabeli tananyagban erőteljesen szerepelt a latin nyelv és irodalom oktatása. Mivel az iskola dokumentumai nem maradtak fenn, így sem Shakespeare iskoláztatásának idejéről, sem annak eredményeiről nincsenek hiteles adataink.
1582. november 28-án, 18 éves korában feleségül vette a nála nyolc évvel idősebb Anne Hathawayt, aki ekkor már három hónapos terhes volt. A Shakespeare házasságkötését követő esztendőkről hasonlóképpen kevés dokumentummal rendelkezünk. 1583. május 26-án Stratfordban megkeresztelték elsőszülött lányát, Susannát, 1585 februárjában pedig az ikreket: fiát, Hamnetet és lányát, Judithot. Hamnet 11 éves korában, ismeretlen okból meghalt; 1596. augusztus 11-én temették el. Egyes források feltételezik, hogy fia halála befolyásolta Shakespeare-t a Hamlet (1601) megalkotásában.
Az ikrek születése utáni időszak látszólag eseménytelenül zajlott Shakespeare életében. Neve 1592-ben bukkan fel először a londoni színházi körökben. A kihagyás miatt az irodalomszakértők az 1585 és 1592 közötti időszakot „elveszett évek”-nek nevezik, és életrajzírói ennek az időszaknak tulajdonítják kétes szerzői eredetű munkáit is. Ezekben az években különböző legendák keringtek róla. Nicholas Rowe, első életrajzírója szerint Shakespeare Stratford-upon-Avonból Londonba menekült, hogy elkerülje az ellene indított bűnvádi eljárást, melyben őzek orvvadászatával vádolták. Egy másik történet szerint Shakespeare Londonban a színházpatrónusok lovai ellátásával kezdte színházi karrierjét, és beszélték, hogy vidéki tanító is volt egy darabig – mind megannyi hallomásból származó mendemonda.
1585 és 1592 között Shakespeare Londonban megkezdte karrierjét mint színész, író, majd résztulajdonosa lett a Lordkamarás Emberei (angolul: Lord Chamberlain’s Men) nevű színtársulatnak, amelyet 1603-tól „Királyi Társulat”-nak (The King’s Men) neveztek el, az I. Erzsébet halálát követően trónra lépő I. Jakab adományának köszönhetően.
A fellelhető dokumentumok tanúsága szerint Shakespeare londoni tevékenysége során elegendő vagyont gyűjtött össze ahhoz, hogy házat vásároljon London Blackfriars nevű negyedében, azonkívül megvegye Stratford akkori második legnagyobb házát is, a „New Place” néven ismert épületet. Shakespeare 1611 körül visszavonult Stratfordba, ahol akarata ellenére belekeveredett egy legelő-bekerítési perbe egy olyan terület kapcsán, amelynek jövedelmeiben anyagilag is érdekelt volt. Sokak megdöbbenésére semleges pozícióba helyezkedett, csak azt kívánta elérni, hogy saját jövedelme biztosítva legyen.

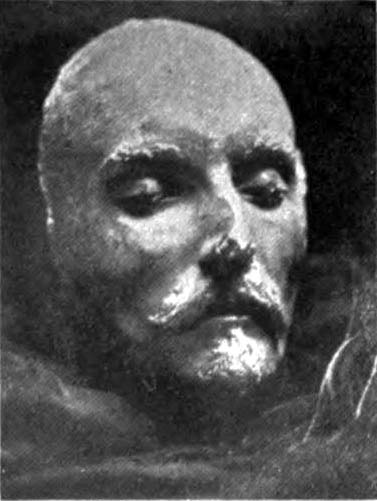
Shakespeare halotti maszkja

Shakespeare életének utolsó hónapjában Judith lánya férjét, a kocsmatulajdonos Thomas Quiney-t megvádolták egy asszony, Margaret Wheeler megbecstelenítésével, és őt okolták az asszony gyermekszülésben esett haláláért is. Az egyháztanács nyilvános bűnbánatra kötelezte Quiney-t, aki így elveszítette becsületét. Ezért Shakespeare március 25-én úgy módosította végrendeletét, hogy Judith kizárólagos örököse lehessen a halála után hozzá kerülő családi vagyonrésznek, vagyis férjét kizárta az örökségből.
Shakespeare-t a Stratford-upon-Avon-beli Holy Trinity (Szentháromság) nevére szentelt templomban temették el, két nappal halála után. Valamikor 1623 előtt az írónak emlékművet állítottak a szentély északi falában; a féldombormű írás közben ábrázolja. Minden évben, Shakespeare születésének ünnepén, új lúdtollat helyeznek a szobor kezébe. A felirat Nesztórhoz, Szókratészhez és Vergiliushoz hasonlítja. Sírja kőfedelén a felirat megátkozza mindazokat, akik csontjait megkísérelnék eltávolítani nyughelyéről. A népszerű legenda úgy tartja, hogy Shakespeare sírjába a költő teste mellé kiadatlan műveit is eltemették, erre azonban senki nem talált még bizonyítékot. A sírt a Shakespeare által írt sírfeliratban foglaltaknak megfelelően, az elmúlt századok folyamán nem nyitották fel.
1607-ben Shakespeare idősebb lánya, Susanna, egy John Hall nevű orvoshoz ment férjhez, Judith pedig két hónappal apja halála előtt az említett Thomas Quiney borkereskedőhöz. Végakaratában Shakespeare Susannára hagyta vagyona nagyobb részét. Ugyan a Quiney családban három gyerek is született, egyik sem házasodott meg; a Hall házaspár egyetlen gyereke, Elizabeth, kétszer is férjhez ment, de gyereket nem szült, így vele véget ért Shakespeare leszármazottainak sora. Az író végrendeletében alig említi feleségét, de minden valószínűség szerint Anne Hathaway megkapta az örökség özvegynek járó egyharmadát.
Shakespeare életéről legtöbb kortársához képest meglepően sokat tudunk. Ez részben Shakespeare korabeli ismertségének, részben pedig a több évszázados kutatómunkának köszönhető. Irodalmi és színészi tevékenységének dokumentumai mellett vagyonos vállalkozó polgárként Shakespeare üzleti és jogi tranzakcióinak számos levéltári nyoma is maradt. A forrásanyag jellegéből következően magánéletéről mai szemmel nézve viszonylag kevés adat áll rendelkezésünkre (16-17. századi emberek magánjellegű levelezése a legritkább esetben maradt fenn, személyes tapasztalatokat rögzítő naplót pedig még nem volt szokás vezetni), így sok vonatkozásban a kutatók csak a művekre alapozott spekulációkra tudnak támaszkodni, különösen ami Shakespeare szexuális érdeklődését, szerelmi életét, vagy vallásról való nézeteit illeti.

### Munkássága

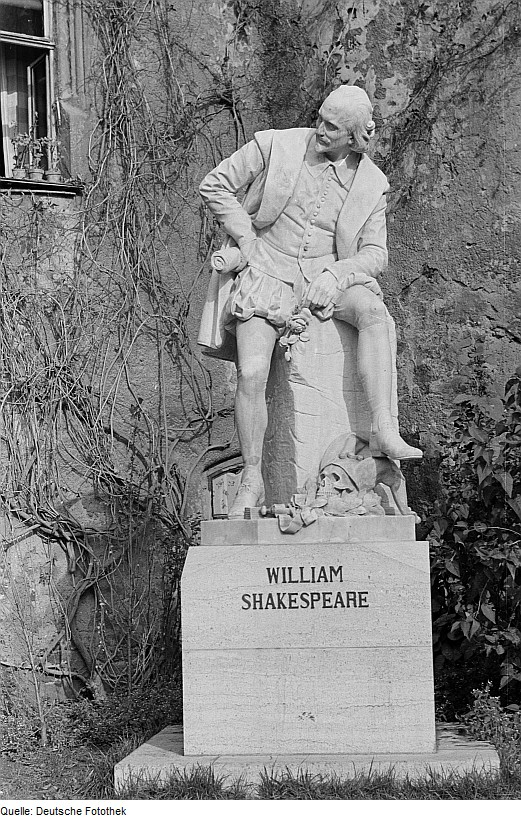
Shakespeare emlékmű (Weimar)

Shakespeare irodalmi teljesítménye nem merül ki a költészet és a drámaírás magas fokú művelésében; írásaiban az emberi élet egyes aspektusai, és a legkülönbözőbb érzelmek árnyalt ábrázolása mellett tömören és világosan kifejezett filozófiai gondolatok is megjelennek. Munkái 1588 és 1616 között születtek, bár az egyes művek keletkezésének ideje, és így azok sorrendje is bizonytalan.
Hogy Shakespeare mikor kezdett el írni, már homályba merült, de korabeli utalások arra mutatnak, hogy néhány darabja már 1592-ben színre került Londonban. Életrajzi kutatók szerint színházi karrierje az 1580-as években kezdődhetett. 1594-től kezdve Shakespeare színdarabjai megjelentek az akkori gyakorlat szerinti kvartó kiadásokban (quarto, a könyvlapokat kétszeresen meghajtották, hogy egy oldalból négyet kapjanak). 1598-ra neve már ismertté vált, és megjelent a darabok címoldalán is. Színészi munkáját saját és mások darabjaiban színdarabírói sikerei ellenére sem adta fel. Idejét rendszerint megosztotta London és Stratford között. 1606-tól Shakespeare viszonylag kevesebb új drámát írt, 1613 után pedig feltehetőleg teljesen felhagyott az írással. Utolsó darabjait részben John Fletcher közreműködésével írta. Shakespeare visszavonulása után Fletcher lépett a helyébe, mint a „King’s Men” társulat színdarabírója.
1599-ben egy színésztársulat tagjai a Temze folyó déli partján megépítették saját színházukat, melyet Globe névre kereszteltek. Ez volt Angliában az első színház, melyet színészek építtettek színészek számára. A Globe színház 1599 őszén nyílt meg, a Julius Caesarral az elsőnek bemutatott darabok között. Shakespeare legtöbb és legnagyobb színdarabját a Globe számára írta. Ezek közé tartoztak a Hamlet, az Othello és a Lear király. 1608-ban a társulat átvette a Blackfriars nevű színházat is.

## Írói stílusa

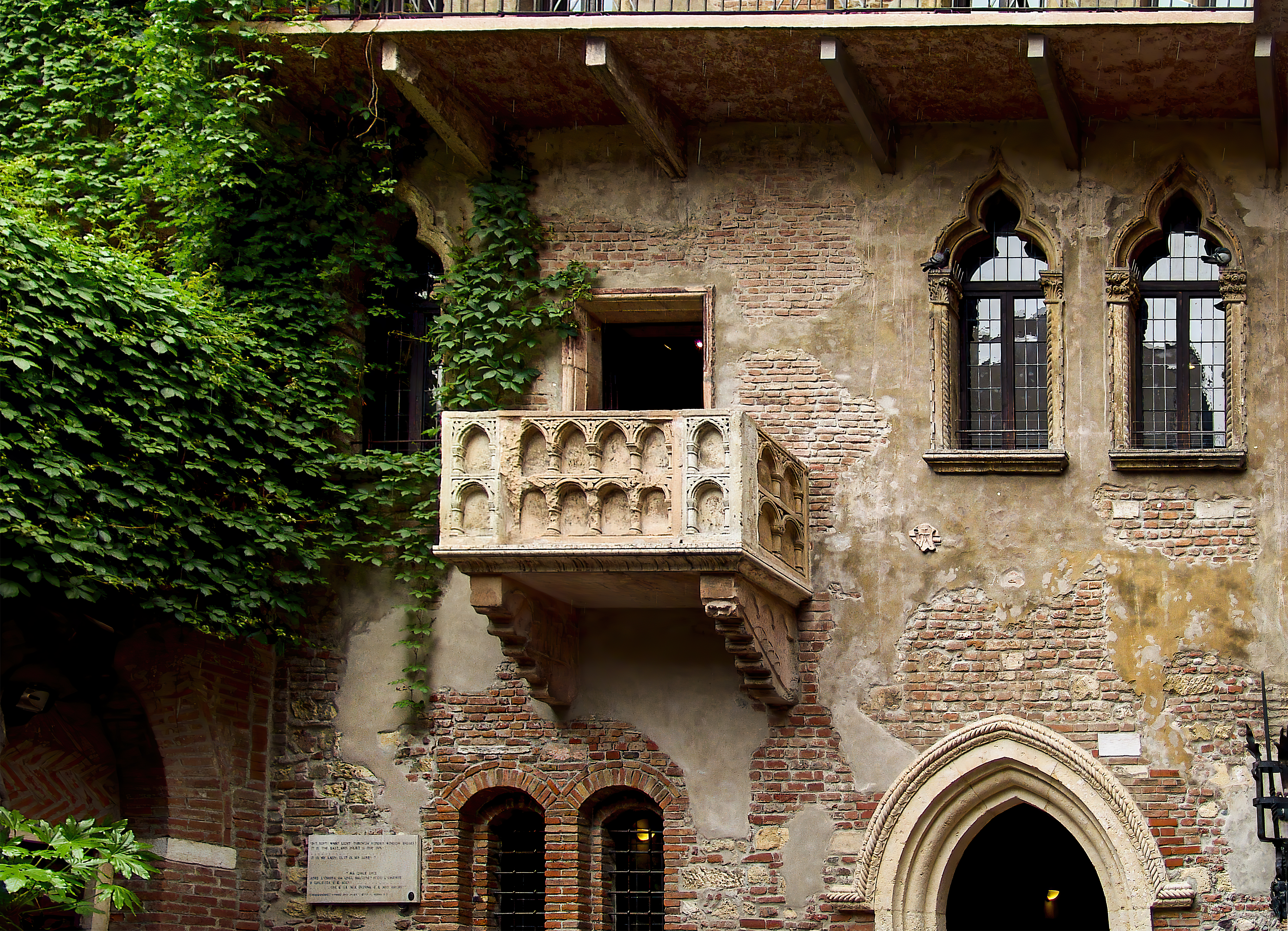
A hagyomány szerint Júliának tulajdonított erkély Veronában

Shakespeare első munkáit a kor konvencionális stílusában írta. Nyelvezete nem mindig felelt meg a szereplők természetének; a színészek inkább kijelentették, semmint eljátszották mondanivalójukat. A kritikusok szerint például a nagylélegzetű beszédek a Titus Andronicus-ban inkább visszatartják, mint előmozdítják a cselekményt, és A két veronai nemes szövegét mesterkéltnek nevezik.
Nemsokára azonban Shakespeare a tradicionális stílust saját szabadabb kifejezésmódjával oldotta fel. Karrierje folyamán mindvégig keverte ezt a két stílust, ami különösen érzékelhető a III. Richárd és a Rómeó és Júlia című darabjaiban.
Az 1590-es években, a Rómeó és Júlia, II. Richárd, és a Szentivánéji álom megírása idején Shakespeare már egy sokkal természetesebb költői nyelven írt. Szóképeit és hasonlatait a dráma szükségleteinek megfelelően kezdte használni, és ügyelt arra, hogy verselése megőrizze folyékony jellegét, különösen az erős érzelmeket kifejező monológokban, mint amilyen például Hamleté. Pályája utolsó szakaszában Shakespeare többféle technikát dolgozott ki. Ilyenek voltak váratlan szünetei egy monológ esetében, váltakozó hosszúságú mondatszerkesztései, bizonyos szavak hirtelen kihagyása, vagy egy szintén váratlan témacsere egy párbeszédben. Bár sokszor a hallgatóknak kellett gondolatban kiegészíteniük a szereplők mondanivalóját, ezzel a technikával Shakespeare elérte, hogy alakjai spontán, élethű módon beszéljenek. Költői zsenialitása párosult a színház gyakorlati szükségleteivel: a történeteket úgy formálta meg, hogy azokat a hallgatóság minden oldalukról lássa és meg is értse. Hozzáértése erősödésével hősei is gazdagabbak lettek, cselekedeteik indítóokai mélyebb dimenziókat értek el.

## Művei

### Drámai művek
Irodalmi szakértők gyakran emlegetnek négy periódust Shakespeare írói pályájában. 1590-ig főleg római és olasz mintára írta komédiáit és történelmi darabjait, az akkoriban népszerű és tradicionális krónikázásnak megfelelően. A második periódus Rómeó és Júlia (Romeo and Juliet) tragédiájával kezdődött 1595-ben, és 1599-ben a Julius Caesar-ral fejeződött be. Ezekben az években írta meg legnagyobb komédiáit. Az ún. tragikus periódusban (1600-1608) Shakespeare főképpen tragédiákat írt, 1608 és 1613 között tragikomédiákat (abban az időben Angliában ezt a műfajt „romance”-nak nevezték).

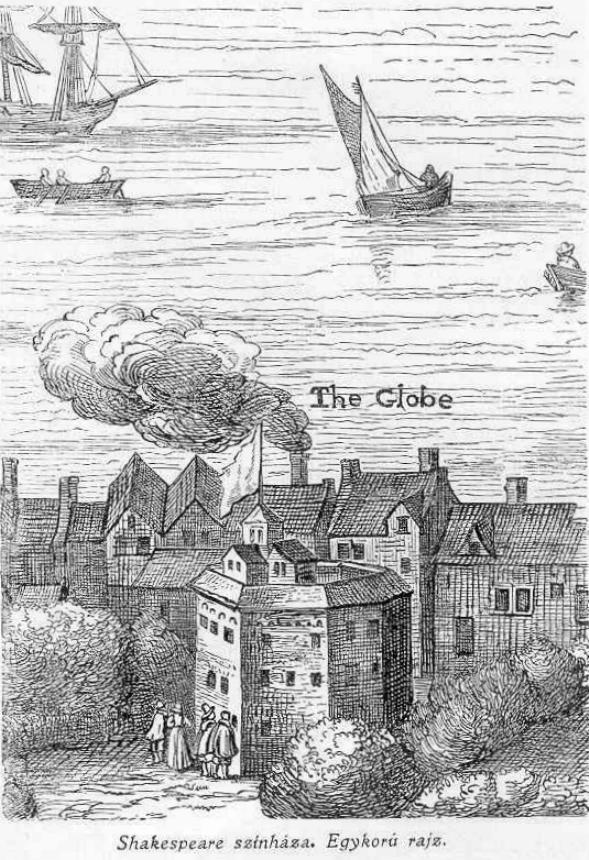
Shakespeare színháza korabeli metszeten

Shakespeare első, számontartott munkái a III. Richárd, és a háromrészes VI. Henrik, mindkettő a korai 1590-es évekből, a történelmi drámák korszakából. Shakespeare színdarabjainak megírási idejét nehéz megállapítani; szövegtanulmányok arra mutatnak, hogy a Titus Andronicus, a Tévedések vígjátéka (The Comedy of Errors), A makrancos hölgy (The Taming of the Shrew) és A két veronai nemes (The Two Gentlemen of Verona) szintén Shakespeare korai munkái közé tartozik. Színdarabjai megírásában befolyásolták más, Erzsébet-korabeli drámaírók, különösen Thomas Kyd, Christopher Marlowe, és a római Seneca darabjai, azonkívül a középkori drámaírás tradíciói. A Tévedések vígjátéka klasszikus modell után készült. A makrancos hölgy forrása ismeretlen, bár lehetséges, hogy témája egy népmeséből származik. A két veronai nemes, illetve A makrancos hölgy (ahol a hősnő szokatlanul és túlzottan szabad szellemű) gyakran okoz gondot a modern kritikusok és rendezők számára.
Shakespeare korai klasszikus és olasz komédiái – melyek a kettős cselekményre és időzített komikus hatásra alapultak – kedvező változásokon mentek át az 1590-es években. A Szentivánéji álom (A Midsummer's Night Dream) szellemes keveréke a romantikának, a tündérmesének, és a közönséges halandók mindennapi életében előforduló komikus megnyilvánulásoknak. A velencei kalmár Shylockja egy bosszúálló zsidó pénzkölcsönző portréja; bár a komédia korabeli nézeteket tükröz, ma már gyakran sértő hatást vált ki a modern hallgatóságban. Shakespeare komédiasorozatát a Sok hűhó semmiért (Much Ado about Nothing), az Ahogy tetszik (As You Like It), és a Vízkereszt, vagy amit akartok (Twelfth Night or What You Will) egészítik ki.
Legtöbb kritikus szerint Shakespeare művészetének csúcspontját tragédiáival érte el. Hamletet – legismertebb tragédiája hősét – többször emlegetik világszerte, mint bármely más Shakespeare-alakot, különösen híres monológja miatt: „Lenni, vagy nem lenni: az itt a kérdés.” („To be, or not to be: that is the question.”) Míg a befelé forduló Hamlet fatális hibája a habozás, a darabot követő tragédiák hősei, mint Othello és Lear király, elkapkodott, rossz ítélőképességüknek lesznek áldozatai. Shakespeare tragédiáinak cselekményei gyakran forognak ilyen és ehhez hasonló végzetes hibák körül, melyek aztán felborítják a rendet, tönkreteszik a hőst, rendszerint azokkal együtt, akiket szeret. Az Othelló-ban a cselszövő Jago addig tüzeli Othello féltékenységét, míg az megöli ártatlan és szerető feleségét. Lear király elkövet egy tragikus tévedést azzal, hogy feladja hatalmát, és ezzel elindítja a lavinát, ami lánya meggyilkolásához, és Gloucester grófja kínzásához és megvakításához vezet. Frank Kermode kritikus szerint, „A darab sem a jó szereplők, sem a hallgatóság számára nem nyújt enyhülést, ami a kegyetlenségeket illeti.” („The play offers neither its good characters nor its audience any relief from its cruelty”). A Macbeth című drámában, Shakespeare legrövidebb és legtömörebb darabjában, Macbethet és feleségét, Lady Macbethet féktelen ambíciója a királyi trón birtoklásáért királyuk meggyilkolásához vezeti, majd bűntudatuk mindkettőjüket tönkreteszi. Ehhez a darabhoz Shakespeare természetfeletti erőket is fűz a három baljóslatú boszorkány személyében. Utolsó nagy tragédiái, az Antonius és Kleopátra (Anthony and Cleopatra) és a Coriolanus, Shakespeare legjobb költészetét tartalmazzák; az amerikai származású angol költő és kritikus, T. S. Eliot szerint Shakespeare legsikeresebb tragédiái.
Utolsó írói periódusában Shakespeare visszatért a tragikomédiához és befejezett három színművet: a Cymbeline-t, a Téli regét (The Winter's Tale) és A vihar-t (The Tempest). A Pericles (Pericles, Prince of Tyre) közreműködéssel készült. Bár ezeknek a daraboknak a tónusa komolyabb, mint a korábbi komédiáké, a tragédiáknál könnyedebbek, és a tragikus hibák megbocsátásával végződnek. Néhányan ezt a változást Shakespeare életfilozófiájának elmélyedésében látják, bár az is meglehet, hogy pusztán az akkori színházi divat diktálta így. Shakespeare még megírt további két színdarabot: a VIII. Henriket és A két nemes rokont (The Two Noble Kinsmen), valószínűleg John Fletcher közreműködésével.
1623-ban John Heminges és Henry Condell (Shakespeare két barátja a „King's Men” színház idejéből) kiadta Shakespeare színdarabgyűjteményét – az úgynevezett „Első folió”-t – végre normális nyomtatásban. A „Foliók”-kal szemben az olcsó kiadású kvartók sok szöveghibát tartalmaztak a színészek általi változtatások és a gyakori másolások következtében. Az Első fólio fedlapját díszíti az ún. Droeshout-portré, amely Shakespeare egyik leghitelesebb ábrázolásának tekinthető.
Az Első folio Shakespeare életművét komédiákra, tragédiákra, és történeti drámákra osztotta. Az angol nyelvű szakirodalom a 20. században megkülönböztette a „problémadrámákat” (mint például a Szeget szeggel és a Troilus és Cressida) és a „románcokat", vagyis a Shakespeare idejében gyakran tragikomédiának nevezett, kései darabokat (mint pl. A vihar vagy a Téli rege). A magyar összkiadások ezeket az utóbbi csoportokat a „szinművek” kategóriája alá sorolták, hiszen mai szemmel nézve nehéz őket vígjátéknak vagy bohózatnak látni.

#### Komédiák
A feltüntetett évszámok az adott mű keletkezésének feltételezett idejét jelzik.
- A vihar (The Tempest) – 1610–1611
- A két veronai nemes (The Two Gentlemen of Verona) – 1589–1591
- A windsori víg nők (The Merry Wives of Windsor) – 1597
- Szeget szeggel (Measure for Measure) – 1603–1604
- Tévedések vígjátéka (Comedy of Errors) – 1594
- Sok hűhó semmiért (Much Ado About Nothing) – 1598–1599
- Lóvátett lovagok (Love's Labour's Lost) – 1594–1595
- Szentivánéji álom (A Midsummer Night's Dream) – 1595
- A velencei kalmár (The Merchant of Venice) – 1596–1597
- Ahogy tetszik (As You Like It) – 1599–1600
- A makrancos hölgy (Taming of the Shrew) – 1590–1591
- Minden jó, ha vége jó (All's Well That Ends Well) – 1604–1605
- Vízkereszt, vagy amit akartok (Twelfth Night or What You Will) – 1601
- Troilus és Cressida (Troilus and Cressida) – 1600–1602
- Téli rege (The Winter's Tale) – 1609–1611
- Perikles, Tyrus hercege (Pericles, Prince of Tyre) – 1607–1608
- A két nemes rokon (The Two Noble Kinsmen) – 1613–1614

#### Tragédiák
- Coriolanus – 1608
- Titus Andronicus – 1591–1592
- Rómeó és Júlia – 1595
- Julius Caesar – 1599
- Macbeth – 1606
- Hamlet – 1599–1601
- Lear király – 1605–1606
- Othello – 1603–1604
- Antonius és Kleopátra – 1606
- Cymbeline – 1610

#### Királydrámák
- János király – 1596
- II. Richárd – 1595
- IV. Henrik Első rész – 1596–1597
- IV. Henrik Második rész – 1597–1598
- V. Henrik – 1599
- VI. Henrik Első rész – 1591–1592
- VI. Henrik Második rész – 1591
- VI. Henrik Harmadik rész – 1591
- III. Richárd – 1592–1593
- III. Edvárd – 1595
- VIII. Henrik – 1612–1613

### Költemények
Shakespeare szonettjeit 1609-ben adták ki, melyek utolsó, nyomtatásban megjelent költeményei voltak. Egyesek szerint szonettjeit inkább barátainak írta – ezek közé tartozhatott az „Ifjú Lord”, és az a bizonyos „Fekete Hölgy”. A szerelem természetéről, a szexuális szenvedélyről, a szerelmi háromszögekről, a halálról, és az idő múlásáról szóló műveket kritikusai mindvégig nagy becsben tartották. A szonettek témája miatt azonban hosszú időn át csak a pozitivista kritika merte megközelíteni Shakespeare lírai életművét, hosszas fejtegetésekbe bocsátkozva a versek sorrendjéről, időrendjéről, a dedikációról és a "Fekete Hölgy" kilétéről.
Hosszabb költemények
- Vénusz és Adonisz
- Lucretia meggyalázása
- A szerelmes vándor
- A főnix és a gerle
- A szerelmes panasza

Amikor 1593-94-ben a színházat a pestisjárvány miatt bezárták, Shakespeare két elbeszélő költeményt publikált: az erotikus témájú Vénusz és Adoniszt (Venus and Adonis), és a Lucretia meggyalázását (The Rape of Lucrece). Shakespeare-t mindkét vers megírására Ovidius Átváltozások című műve inspirálta. A versek a féktelen kéjből eredő bűntudatot és erkölcsi felfordulást mutatják be. Egy harmadik vers, A szerelmes panasza (A Lover's Complaint), egy fiatal nő elcsábítását írja le. A főnix és a gerle (The Phoenix and the Turtle) a szerelmes főnix és a gerle halálát gyászolja.

### Társszerzős alkotások
A kor szokásainak megfelelően Shakespeare nem minden esetben dolgozott egyedül. A társszerzőkkel írott művek száma, illetve egyes művek esetében a társszerzőség ténye ugyanakkor a mai napig kérdéses. A kutatók (annak ellenére, hogy számos vita van e kérdés körül) a következő művek kapcsán vetik fel a társszerzővel való munka valószínűségét:
- VI. Henrik, I. rész – egyes kutatók szerint Shakespeare a szövegnek mindössze 20%-át írta, a mű egésze egy szerzői kollektíva alkotása;
- VIII. Henrik – általában Shakespeare és John Fletcher közös munkájaként tartják számon;
- Macbeth – egyes vélemények szerint a ma ismert változat Thomas Middleton 1615-ös átdolgozásának eredménye;
- Szeget szeggel – az eredeti változatot Thomas Middleton kisebb mértékben megváltoztatta;
- Pericles – valószínűleg magán viseli George Wilkins vagy John Fletcher keze nyomát, de nem tudjuk, hogy társszerzőkként vagy átdolgozókként nyúltak-e a szöveghez;
- Athéni Timon – Shakespeare és Thomas Middleton közös munkájának tartják;
- Titus Andronicus – a ma ismert változat valószínűleg George Peele átdolgozása;
- A két nemes rokon – az 1654-ben megjelent kvartó szerint John Fletcher és William Shakespeare közös munkája.

### Elveszett művek
- Love's Labour's Won – Francis Meres, 16. századi szerző, és több feljegyzés Shakespeare munkájaként jegyzi, ám ilyen címmel nem maradtak fenn szövegek. Lehet, hogy elveszett, de az is elképzelhető, hogy a Sok hűhó semmiért, vagy a Minden jó, ha vége jó egyik címváltozatára utal.
- Cardenio – elveszett színdarab, a korabeli dokumentumok alapján Shakespeare és John Fletcher közös munkája.

### Alternatív szerzőségi elméletek
A 19. és 20. században számos elmélet született arról, hogy Shakespeare műveit valaki más írta volna. Ezek az elméletek a legkülönfélébb korabeli személyiségeknek tulajdonították Shakespeare műveit: Francis Bacon, Christopher Marlowe, Erzsébet angol királynő és Edward de Vere, Oxford grófja az ilyen elméletek leggyakoribb hősei, bár más személyiségek, pl. a 18. századi Daniel Defoe is felmerültek mint lehetőségek. Bár ezeket az alternatív elméleteket a kor irodalmi és kulturális életének kutatói egyöntetűen elutasítják, a téma iránti közérdeklődés a mai napig folytatódik, elsősorban az Oxford grófjának szerzőségét képviselő álláspontot favorizálva.

## Hatása az irodalomra
Shakespeare-t már saját idejében is tisztelték mint költőt és színdarabírót, de tekintélye csak a 19. században érte el mai magaslatát. A romantikusok zseniként emlegették, a viktoriánusok hősként tisztelték, és különböző irodalmi mozgalmak ismételten felfedezték műveit.
Shakespeare kánonja világszerte maradandó hatást gyakorolt a színházra, a költészetre, és általában az irodalomra. Az író a drámai műfajt jellemrajzzal, cselekménnyel, új témákkal bővítette, nyelvi újításokat vezetett be. Míg meg nem írta a Rómeó és Júliát, Shakespeare korában az írók nem tekintették a romantikus szerelmet méltónak arra, hogy tragédiát faragjanak belőle, és a monológokat főképpen információközlésre használták.
Shakespeare hatása kiterjedt számtalan íróra, költőre, zeneszerzőre és festőre. A regényírók között volt Thomas Hardy, Charles Dickens, Herman Melville és William Faulkner. Giuseppe Verdit két opera (Otello és Falstaff), Rossinit az Otello megírására inspirálta, a preraffaelita festők témákat merítettek műveiből, Sigmund Freud Hamlet karakterét analizálta, mint az emberi természet egyfajta különleges megnyilvánulását. Shakespeare tekintélye a 18. és 19. században átterjedt Európába is: síkra szállt mellette Voltaire, Goethe, Stendhal és Victor Hugo. Thomas Carlyle esszéíró 1840-ben Shakespeare munkáját elpusztíthatatlannak nevezte (bár Bernard Shaw, angol kritikus és színdarabíró kicsúfolta a Shakespeare-kultuszt, mint bardolatryt (dalnokság), azonkívül azt állította, hogy Ibsen drámái Shakespeare műveit messze idejétmúlttá tették). A 20. században a művészetekben lezajlott forradalmi változások Shakespeare-t is belekeverték mozgalmaikba. Az 1980-as évekre munkái a lehető legkülönbözőbb tanulmányok tárgyát képezték: feminista mozgalmak, afro-amerikai egyesületek, homoszexuális csoportok vetették írásait vizsgálat alá.

## Művei magyarul, drámák

### 1849-ig
- Romeó és Júlia. Szomorú-játék; ford. Kun Szabó Sándor; Véber-Korabinszky, Pozsony, 1786
- Shakspear remekei 1. / Macbeth. Szomorú játék; ford. Döbrentei Gábor; Wigand, Pest, 1830
- Romeo és Júlia. Szomorújáték; Shakespeare után magyarázta náraji Náray Antal; Egyetem betűivel, Buda, 1839 (Külföldi játékszín)
- Shakspeare Vilmos: Szeget szeggel. Színjáték; ford. Lemouton Emilia; Trattner, Pest, 1845 (Shakspeare Vilmos' összes színművei)
- A' szélvész. Színjáték; ford. Lemouton Emilia; Trattner, Pest, 1845 (Shakspeare Vilmos' összes színművei)
- A' két veronai nemes. Színjáték; ford. Lemouton Emilia; Trattner, Pest, 1845 (Shakspeare Vilmos' összes színművei)
- Viola. Színjáték; ford. Lemouton Emilia; Trattner, Pest, 1845 (Shakspeare Vilmos' összes színművei)
- A' windsori víg nők. Vígjáték; ford. Lemouton Emilia; Trattner, Pest, 1845 (Shakspeare Vilmos' összes színművei)
- Coriolanus; ford. Petőfi Sándor; Beimel, Pest, 1848 (Shakspeare összes színművei)

### 1850–1920
- A velencei kalmár. Dráma; ford. Ács Zsigmond; Horváth Döme, Kecskemét, 1853 (Újabb színműtár)
- Lear király; ford. Vörösmarty Mihály; Landerer-Heckenast Ny., Pest, 1856
- VI-ik Henrik király. 1. rész. Dráma; ford., bev. Kalmár Géza; Kalmár Géza, Bánfalva, 1862
- A makranczos hölgy; ford. Lévay József / Tévedések játéka; ford. Arany László; Ráth, Pest, 1866 (Shakspere minden munkái)
- Felsült szerelmesek; ford. Rákosi Jenő; Ráth, Pest, 1867 (Shakspere minden munkái)
- Troilus és Cressida; ford. Fejes István; Ráth Mór, Pest, 1870 (Ráth Mór iskolai és népies kiadásai)

### 1945–1989
- Vízkereszt vagy Amit akartok. Vígjáték; ford. Radnóti Miklós, Rónay György, utószó, jegyz. Kéry László, Ungvári Tamás; Európa, Budapest,1960 (Világirodalmi kiskönyvtár)
- III. Edwárd. Dráma; ford., utószó Jánosházy György; Irodalmi Kiadó, Bukarest, 1969
- Tévedések vígjátéka; ford. Szász Imre, utószó Géher István; Európa–RTV, Budapest, 1989 (William Shakespeare drámái)

### 1990–
- A windsori víg nők; ford. Márton László, Révész Ágota; in: Színház, 1990/júl.
- Othello; ford. Eörsi István; Cserépfalvi, Budapest, 1993 (Shakespeare-drámák)
- Hamlet, dán királyfi tragédiája; ford. Eörsi István; Cserépfalvi, Budapest, 1993 (Shakespeare-drámák)
- Coriolanus tragédiája; ford. Eörsi István; Cserépfalvi, Budapest, 1994 (Shakespeare-drámák)
- A vihar; ford. Eörsi István; Cserépfalvi, Budapest, 1994 (Shakespeare-drámák)
- Szentivánéji álom; Arany János fordításának alapján átdolg. Eörsi István; Cserépfalvi, Budapest, 1994 (Shakespeare-drámák)
- Szentivánéji álom; ford. Csányi János / Szentivánéji álom; ford. Nádasdy Ádám; in: Színház, 1995/jan.[7]
- Szentivánéji álom; ford., utószó Nádasdy Ádám; Ikon, Budapest, 1995
- Hamlet, dán királyfi; Arany János másfél száz sorát felhasználva ford. Mészöly Dezső; Új Színház–Új Színház, Budapest, 1996
- William Shakespeare–John Fletcher: A két nemes rokon. Színmű öt felvonásban; ford. Jánosházy György; Mentor, Marosvásárhely, 1997
- Tévedések vígjátéka; ford. Nádasdy Ádám; in: Színház, 1997/dec.
- A velencei kalmár; ford., bev. Szabó Stein Imre; in: Színház, 1998/júl.
- Coriolanus. Tragédia öt felvonásban; ford. Jánosházy György; Mentor, Marosvásárhely, 1998
- Hamlet dán herceg tragédiája; ford. Nádasdy Ádám; in: Színház, 1999/okt.
- Öt dráma / Pericles, Tyrus hercege / III. Edwárd / Ahogy tetszik / Szemet szemért / Macbeth; ford. Jánosházy György; Mentor, Marosvásárhely, 1999
- Drámák / Tévedések vígjátéka / A makrancos hölgy / Szentivánéji álom / Hamlet; ford. Nádasdy Ádám; Magvető, Budapest, 2001
- Macbeth / A velencei kalmár; ford. Szabó Stein Imre; Magvető, Budapest, 2001
- Hamlet, Lear... és a többiek / Hamlet, dán királyfi / Troilus és Cressida / Lear király / Téli rege / A vihar; ford. Jánosházy György; Mentor, Marosvásárhely, 2002
- Szentivántól vízkeresztig. William Shakespeare komédiái / Az asszonyszelidítő / Szentivánéji álom / A velencei kalmár / Sok hűhó semmiért / Vízkereszt vagy Amit akartok / A londoni tékozló; ford. Jánosházy György; Mentor, Marosvásárhely, 2003
- Drámák; ford. Nádasdy Ádám; Magvető, Budapest, 2007–
  - 1. Tévedések vígjátéka / Szentivánéji álom / A makrancos hölgy / Hamlet; 2. jav. kiad.; 2007
  - 2. Ahogy tetszik / Vízkereszt / Rómeó és Júlia / A vihar; 2008
  - 3. A velencei kalmár / Lear király / Szeget szeggel, avagy Kettős mérce / IV. Henrik. 1. rész / IV. Henrik. 2. rész; 2018
- Királyok éjszakája / A viszály. VI. Henrik / III. Richárd / II. Richárd / János király / Antonius és Kleopátra / Minden jó, ha vége jó; ford. Jánosházy György; Mentor, Marosvásárhely, 2008
- Szeget szeggel / Szentivánéji álom; ford. Báthori Csaba; Napkút, Budapest, 2010
- Lear király; ford. Varró Dániel; Nemzeti Színház, Budapest, 2010 (Nemzeti Színház színműtár)
- Három dráma; Hamlet / Szentivánéji álom / Lear király; ford. Nádasdy Ádám; Magvető, Budapest, 2012
- Julius Caesar; ford. Forgách András, Fekete Ádám, előszó Alföldi Róbert, utószó Forgách András; L'Harmattan, Budapest, 2015
- Leár / Lear király. Forráskiadás; sajtó alá rend., tan. Kiss Zsuzsánna; Reciti, Budapest, 2016 (ReTextum)
- Lear király; ford. Nádasdy Ádám; Magvető, Budapest, 2017 (Színház az egész)
- A vihar; ford. Nádasdy Ádám; Magvető, Budapest, 2017 (Színház az egész)
- Rómeó és Júlia; ford. Nádasdy Ádám; Magvető, Budapest, 2018 (Színház az egész)
- Julius Caesar / Macbeth; ford., tan. Báthori Csaba; Scolar, Budapest, 2021
- II. Richárd; ford. Spiró György; Magvető, Budapest, 2022 (Színház az egész)

### Szonettek
- Shakespeare szonettjei; ford. Szabó Lőrinc; Genius, Budapest, 1921 (Nagy írók – nagy írások)
- Shakespeare szonettjei; ford. Pákozdy Ferenc; Takács Ferencné, Hódmezővásárhely, 1943
- Shakespeare szonettjei; ford. Keszthelyi Zoltán; Szőllősy, Budapest, 1943
- William Shakespeare szonettjei. Shakespeare összes szonettjei; ford., bev. Szabó Lőrinc; Franklin, Budapest, 1948
- The sonnets of Shakespeare / Shakespeare szonettjei; bev., jegyz. Lutter Tibor, ford. Justus Pál; Corvina, Budapest, 1956 (Kétnyelvű klasszikusok)
- William Shakespeare szonettjei; ford., bev. Víg Béla; fordítói, München?, 1976
- William Shakespeare szonettjei; ford. Babits Mihály et al., vál., tan., jegyz. Gaal György; Kriterion, Bukarest, 1991 (Horizont könyvek)
- Shakespeare szonettjei; ford., jegyz. Csillag Tibor; Petit Print, Budapest, 1994
- Versek; ford. Garai Gábor et al., előszó Benedek Marcell; Magyar Könyvklub, Budapest, 2001 (Írók, költők, gondolkodók)
- William Shakespeare 77 szonettje; ford. Jánosházy György, szerk. Kuti Márta; Mentor, Marosvásárhely, 2005
- Shakespeare csábítása. Százötvennégy szonett újraköltve; ford. Tarbay Ede; Holnap, Budapest, 2014
- Shake-speares sonnets. Neuer before imprinted. Shakespeare szonettjei Horváth Lajos "magyartalan" fordításában, mint égöv-rázó hangzatkák, avagy dárdaremegtető napfi-hálózatok újabb azelőtti nyomtatványának soha korábbi lenyomatában; fordítói, Budapest, 2019
- William Shakespeare szonettjei; ford. Fazekas Sándor; MMA, Budapest, 2023

### Magyar fordítói
(zárójelben a fordító által adott magyar cím)
- Arany János (Hamlet, 1867; Szentivánéji álom; János király)
- Arany László (A két veronai ifjú; Sok hűhó semmiért; Tévedések játéka)
- Ács Zsigmond (Sok zaj semmiért; A velencei kalmár)
- Áprily Lajos (Pericles)
- Babits Mihály (A vihar)
- Boér Sándor (Othello a velenczei szerecsen, 1794)
- Csányi János (Szentivánéji álom)
- Devecseri Gábor (A windsori víg nők)
- Döbrentei Gábor (Macbeth)
- Emőd György (Szentivánéji álom)
- Eörsi István (Coriolanus tragédiája; Hamlet; Othello; Szentivánéji álom; A vihar)
- Fábri Péter (A vihar)
- Fejes István (Troilus és Cressida)
- Fodor József (Sok hűhó semmiért)
- Füst Milán (Lear király)
- Görgey Gábor (A főnix és a gerle)
- Greguss Ágost (Athéni Timon; Szeget szeggel)
- Győry Vilmos (Minden jó, ha vége jó; A szerelmes vándor; A szerető panasza; Szonettek)
- Horváth Lajos (Egy szerető panasza, 2014; Shakespeare szonettjei, 2019)[8][9]
- Jánosházy György (III. Edwárd; János király; A két nemes rokon; Szemet szemért)
- Jékely Zoltán (A makrancos hölgy)
- Justus Pál (Szonettek)
- Kardos László (Othello)
- Kazinczy Ferenc (Hamlet, 1790) – még prózában
- Kállay Géza (Macbeth, 2014)[10]
- Kálnoky László (Lucretia meggyalázása)
- Keszthelyi Zoltán (Szonettek)
- Kosztolányi Dezső (Lear király; Rómeó és Júlia; Téli rege)
- Lator László (Cymbeline)
- Lemouton Emília (A két veronai nemes; Szeget szeggel; A szélvész; Viola; A windsori víg nők)
- Lévay József (IV. Henrik; IV. Henrik király; V. Henrik; A makrancos hölgy; Titus Andronicus; Vízkereszt, vagy amit akartok)
- Lehr Zsigmond (VI. Henrik; Lucretia; Pericles; Vénus és Adonis)
- Mészöly Dezső (Antonius és Cleopatra; Hamlet; Lear király; Lóvátett lovagok; Othello, Rómeó és Júlia; Sir Thomas More; Sok hűhó semmiért; Szeget szeggel; Téli rege; A velencei mór; Vihar; Vízkereszt, vagy amit akartok)
- Márton László (Othello; A windsori víg nők, 1990)
- Nádasdy Ádám (Ahogy tetszik; Hamlet; A makrancos hölgy; Rómeó és Júlia; Szentivánéji álom; Tévedések vígjátéka; A vihar; Vízkereszt)
- Németh László (V. Henrik; VI. Henrik II-III. rész)
- Petőfi Sándor (Coriolanus, 1848)
- Radnóti Miklós (Vízkereszt, vagy amit akartok)
- Rákosi Jenő (Ahogy tetszik; Cymbeline; Felsült szerelmesek; Tévedések vígjátéka; A windsori vig asszonyok)
- Ráth Mór (Romeo és Júlia, 1886)
- Révész Ágota (A windsori víg nők, 1990)
- Rónay György (Vízkereszt, vagy amit akartok)
- Somlyó György (II. Richárd)
- Szabó Lőrinc (Ahogy tetszik; Athéni Timon; Macbeth; Troilus és Cressida; Szonettek)
- Szabó Magda (A két veronai nemes)
- Szabó Stein Imre (Macbeth; A velencei kalmár)
- Szász Imre (Tévedések vígjátéka)
- Szász Károly (II. Richárd; VIII. Henrik; Antonius és Kleopátra; Macbeth, 1867; Othello, Rómeó és Júlia; Téli rege; A velencei mór; A vihar; Szonettek)
- Szigligeti Ede (III. Richárd, 1867)
- Vajda Endre (Titus Andronicus)
- Várady Szabolcs (Téli rege)
- Varró Dániel (Rómeó és Júlia, 2006; Lear király, 2010)
- Vas István (III. Richárd; IV. Henrik; V. Henrik; VI. Henrik I. rész; Minden jó, ha vége jó; A velencei kalmár)
- Vecsei Miklós (Athéni Timon, 2015)[11]
- Vörösmarty Mihály (Julius Caesar; Lear király, 1856-ban jelent meg Arany javításaival)
- Weöres Sándor (VIII. Henrik; Venus és Adonis)

## Fordítás
Ez a szócikk részben vagy egészben  a   William Shakespeare című angol Wikipédia-szócikk fordításán alapul.  Az eredeti cikk szerkesztőit annak laptörténete sorolja fel. Ez a jelzés csupán a megfogalmazás eredetét és a szerzői jogokat jelzi, nem szolgál a cikkben szereplő információk forrásmegjelöléseként.